# مبدأ بوليانا

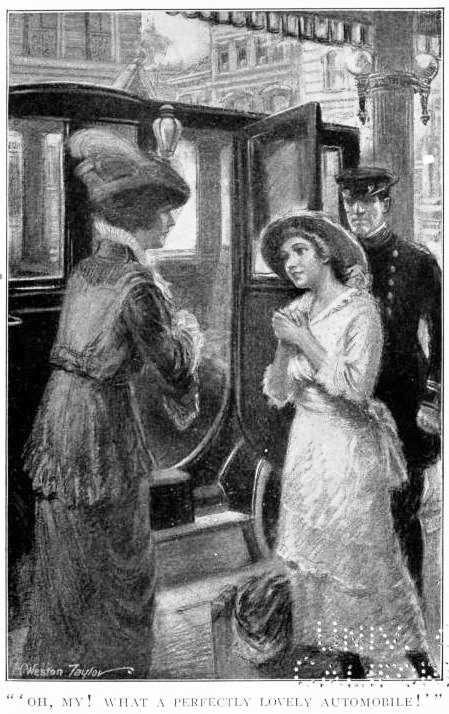

مبدأ بوليانا (بالإنجليزية: Pollyanna principle)‏ ( يُدعى أيضًا البوليانية أو الانحياز الإيجابي) هو ميل الأشخاص لِتَذَكُّر الأشياء الجيدة بِدِقَّة أكبر مِن الأشياء المزعِجة. أشارت الأبحاث إلى أنَّ، على مستوى اللاوعي، يميل العقل للتركيز على التفاؤل بينما، على مستوى الوعي، يميل للتركيز على السلبيات. يشبه هذا التحيز اللاواعي تأثير بارنوم. تَحَيُّز اللاوعى للإيجابيات يوصف غالبًا بأنه مبدأ بوليانا.
أشتق الاسم من رواية لإليانور بورتر عام 1913 بعنوان بوليانا والتي تصف فتاة تلعب لعبة السعادة وهي أن تحاول العثور على شيء ما يبعث على السعادة في كل الأوضاع التي تتواجد فيها.